# Zanzibar (eiland)
Zanzibar of Unguja is een eiland aan de oostkust van Afrika dat behoort tot Tanzania. Samen met het nabijgelegen eiland Pemba vormt het eiland de semiautonome staat Zanzibar. De eilanden Zanzibar, Pemba en Mafia worden soms de Specerijeneilanden genoemd, hoewel die term vaker wordt gebruikt voor de Molukken. Het eiland Zanzibar heeft een oppervlakte van 1554 km². In 2012 was het aantal inwoners 896.721. De belangrijkste stad, tevens het economische centrum, is Zanzibar met zijn vrijhaven en historische binnenstad Stone Town.
Zanzibar heeft als belangrijkste bronnen van inkomsten de handel in specerijen (waaronder kruidnagel, nootmuskaat, kaneel en peper) en toerisme. Zanzibar is de enige streek waar de Zanzibarfranjeaap, ook wel rode franjeaap, (Procolobus kirkii) voorkomt.

## Geschiedenis

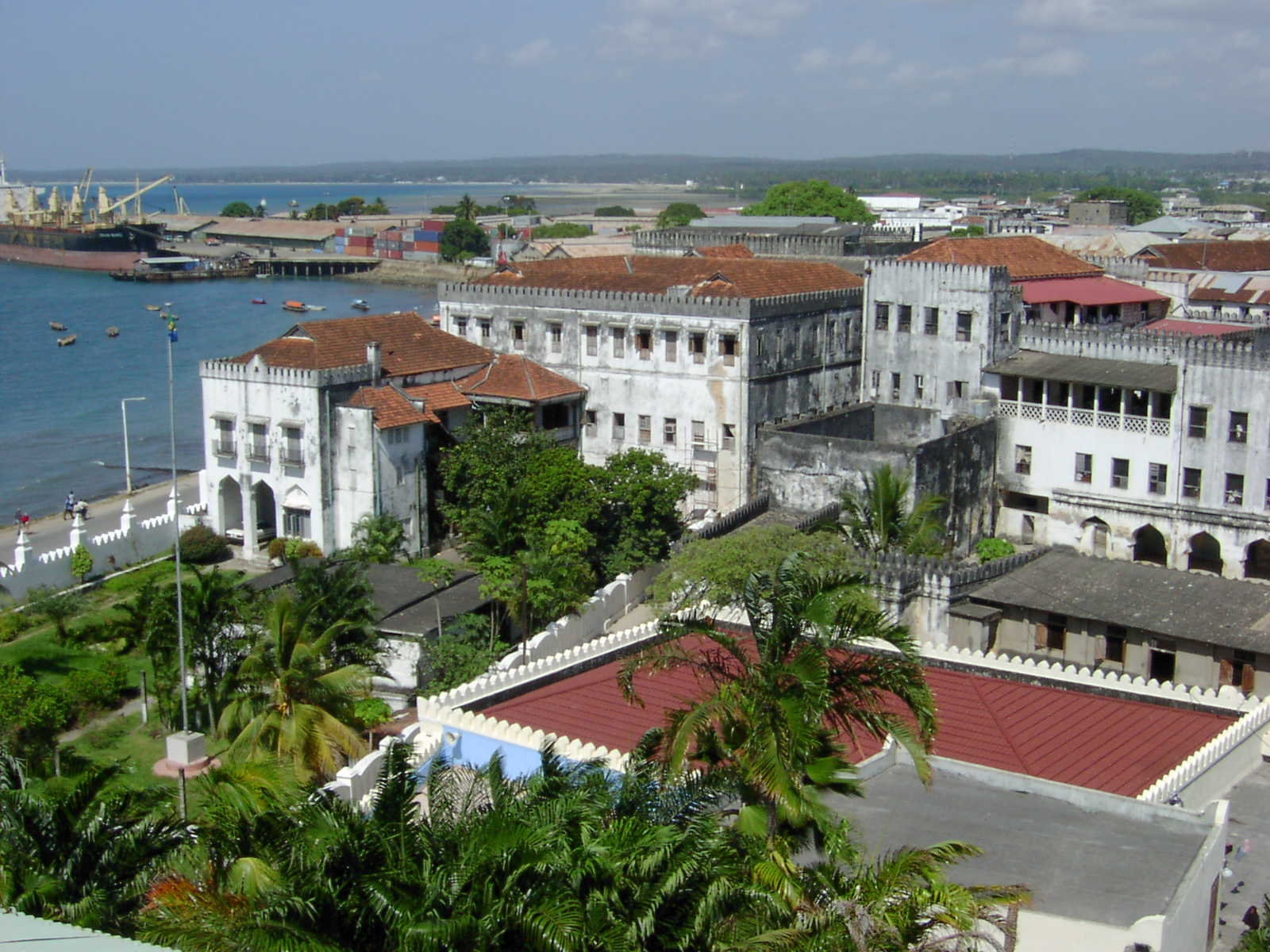
Het Paleis van de Sultan in Stone Town, gezien vanaf het House of Wonders

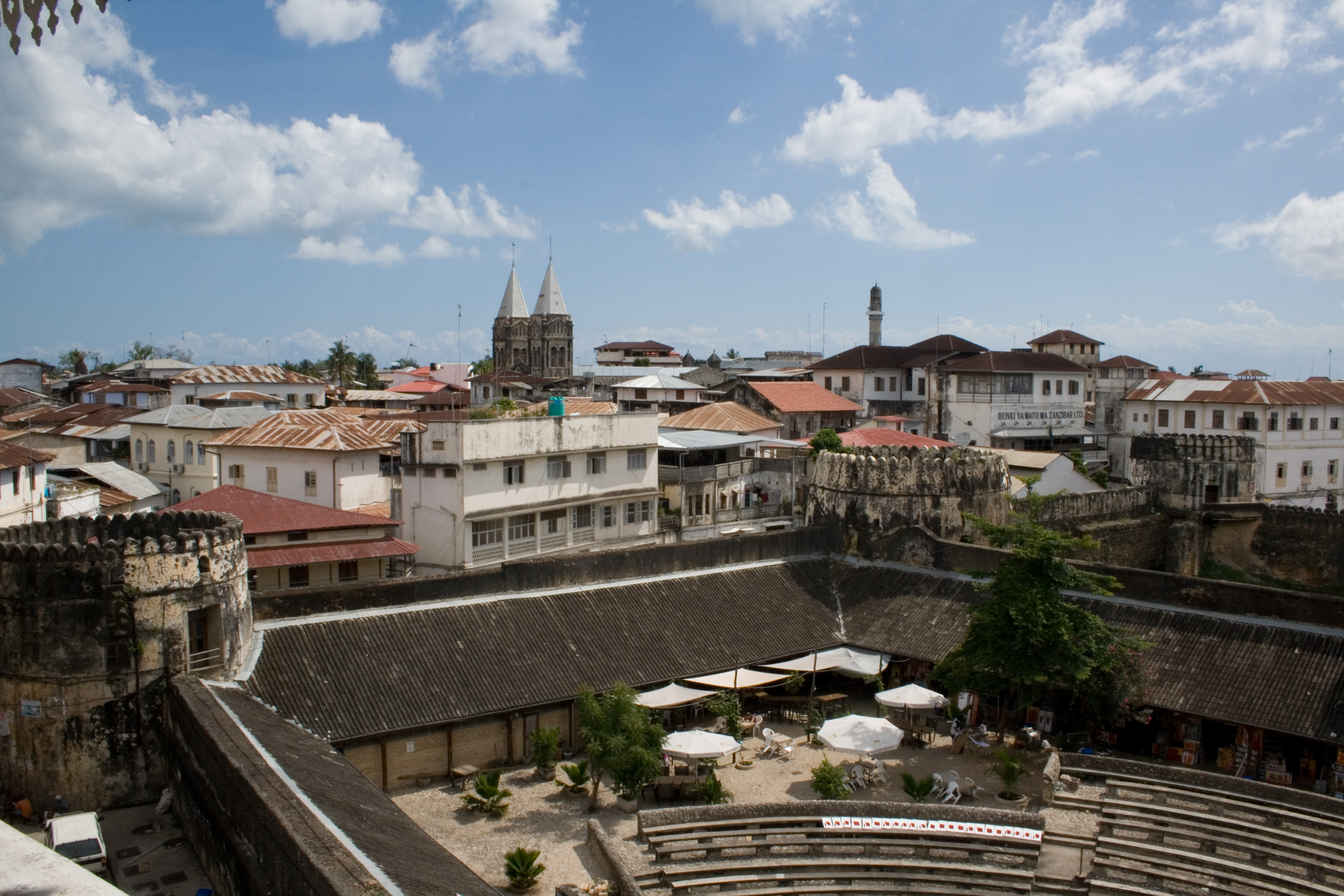
Fort in Stone Town, foto van 2007

### Prehistorie en oudheid
De oudst bekende sporen van menselijke bewoning op Zanzibar dateren uit het Paleolithicum. Bij opgravingen in de Kuumbi-grot in het zuidoosten van het eiland zijn zware stenen werktuigen gevonden die aangeven dat de grot minstens 22.000 jaar geleden werd bewoond. Dezelfde grot werd na een hiaat opnieuw door mensen bewoond van ca. 3300 v.Chr. tot ca. 200 n.Chr. Onder de vondsten van recentere bewoning waren keramiek en glazen kralen.
In het eerste millennium n.Chr. werden Zanzibar en Mafia bewoond door Bantoe-gemeenschappen die landbouw bedreven en ijzer bewerkten. In het midden van het eerste millennium bouwden zij nederzettingen in hout en leem; iets eerder dan vroege steden in andere delen van de Swahilikust, waar urbanisering in de 9e eeuw begon. 
De eerste permanente bewoners van Zanzibar arriveerden waarschijnlijk rond 1000 n.Chr. vanuit het Grote Merengebied op het Afrikaanse vasteland en waren de voorouders van de Hadimu en de Tumbatu (inheemse Bantoegroepen van Zanzibar). Zij behoorden oorspronkelijk tot verschillende etnische Bantoe-groepen van het vasteland. Op Zanzibar woonden ze in kleine nederzettingen die niet verenigd waren in een groter verband. Door het ontbreken van een centraal bestuur konden deze groepen makkelijk worden onderworpen door buitenstaanders.

### Vroege handelsnetwerken

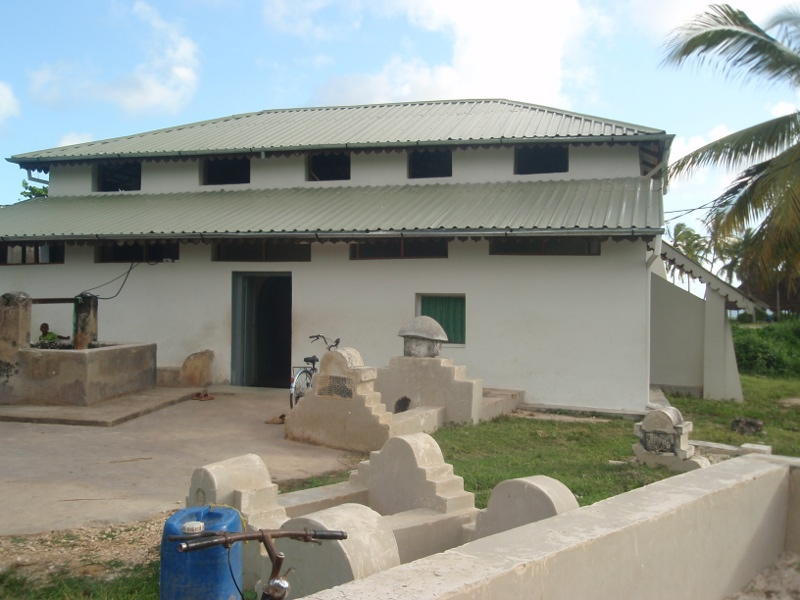
De moskee van Kizimkazi

Aardewerkvondsten tonen aan dat er al handelsverkeer met Zanzibar was in het antieke Sumer en Assyrië. 
Een sieraad van ca. 2500-2400 v.Chr. opgegraven bij Eshnunna is gemaakt van kopal uit Zanzibar.
Handelaren uit het Arabisch Schiereiland (voornamelijk Jemen), de Perzische Golf (vooral Shiraz) en het westen van India bezochten Zanzibar waarschijnlijk al in de eerste eeuw n.Chr. In de middeleeuwen, met de opkomst van de islam, volgden reizigers uit Somalië. Zij maakten gebruik van de moesson-winden om over de Indische Oceaan te varen en vonden een natuurlijk beschutte haven op de plaats van het huidige Zanzibar-stad. De eilanden hadden weinig eigen handelswaar te bieden, maar de locatie was gunstig als basis voor contact en handel met de steden op de Swahilikust. Vanaf de 10e eeuw werd steen als bouwmateriaal gebruikt, parallel met de constructie-industrie van het Afrikaanse vasteland rond de Grote Meren. 

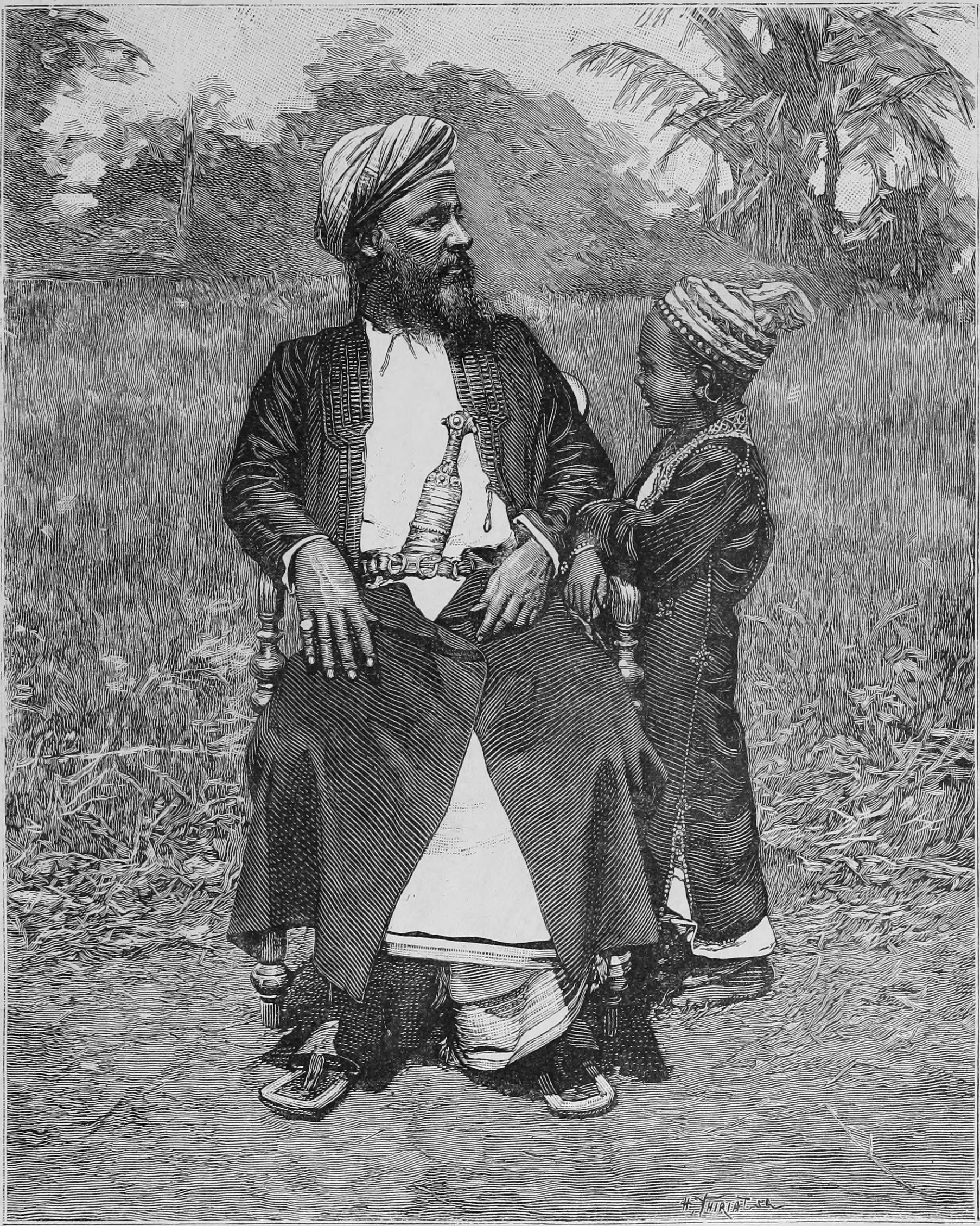
Moslim in Zanzibar rond 1880

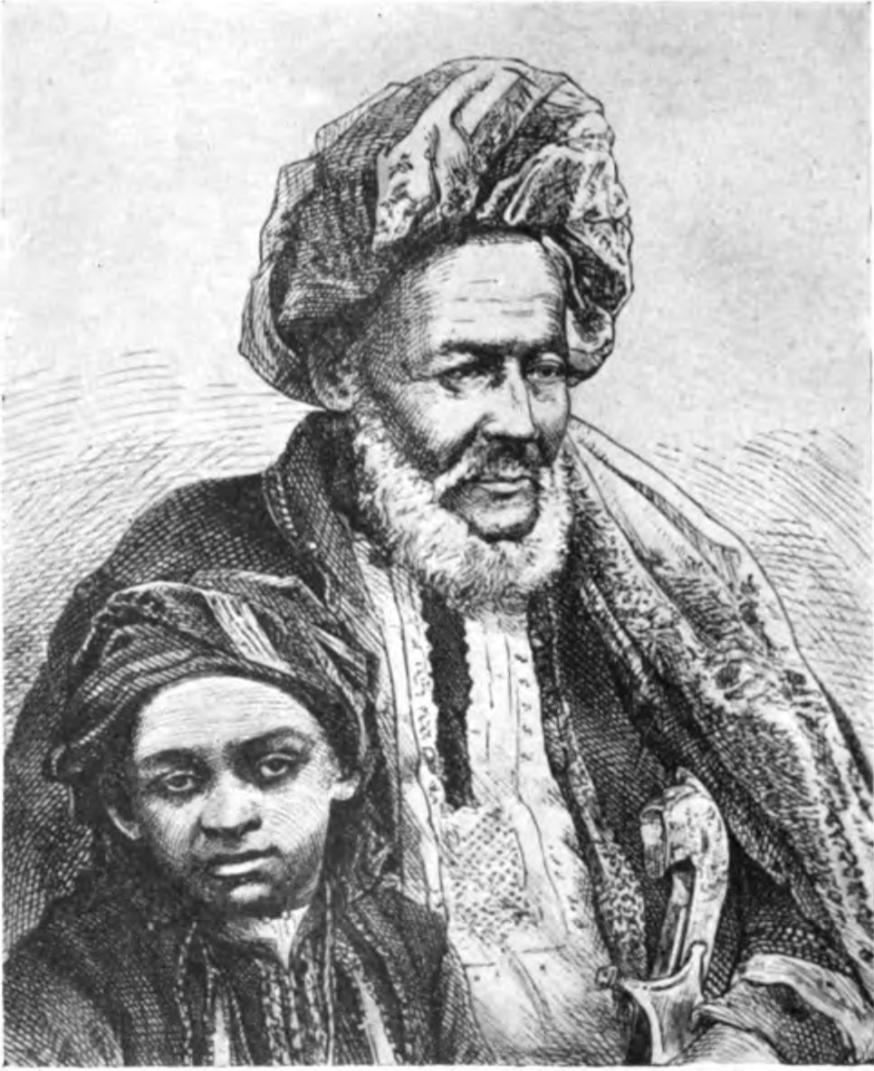
De laatste "Mwenyi Mkuu" (inheemse koning van Zanzibar), 1920

In de 11e of 12e eeuw begonnen kleine aantallen niet-Afrikaanse handelaren zich te vestigen op Zanzibar en mengden zich met de inheemse bevolking. Onder de Hadimu ontstond een lijn van erfelijke heersers met de titel Mwenyi Mkuu of Jumbe. Onder de Tumbatu werd een vergelijkbare heerser met de titel Sheha geïnstalleerd. De macht van deze twee leiders reikte niet ver, maar zij waren belangrijk voor de samenhang en etnische identiteit van hun volkeren. Het eiland werd Unguja genoemd. De oudste moskee op het zuidelijk halfrond werd gebouwd door Jemenieten in Kizimkazi: een koefische inscriptie op de mihrab noemt de datum AH 500 ofwel AD 1107.

### Tot de 17e eeuw
Deze nederzettingen ontwikkelden zich tot bloeiende republieken die, toen Vasco da Gama ze in 1498 bezocht, handel dreven met India. In 1503 landden de Portugezen op Zanzibar en vestigden er een handelspost. Hun gezag werd door de moslims erkend. De Portugezen veroverden de steden en maakten een eind aan hun handel. Aan het eind van de 17e eeuw verloren de Portugezen echter al het gebied ten noorden van Mozambique aan de imam van Muscat, waarna het gebied in allerlei rijken uiteenviel.

### Tot en met 1890

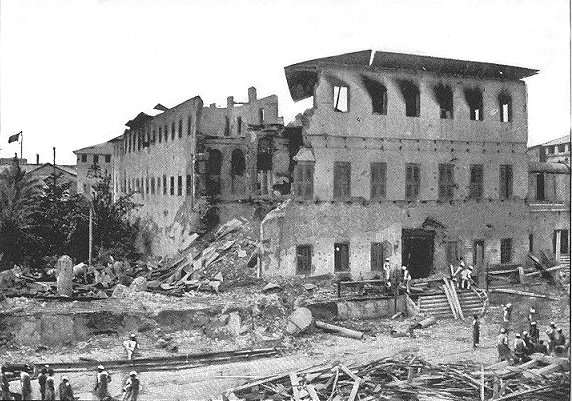
Zanzibar tijdens de Engels-Zanzibarese oorlog

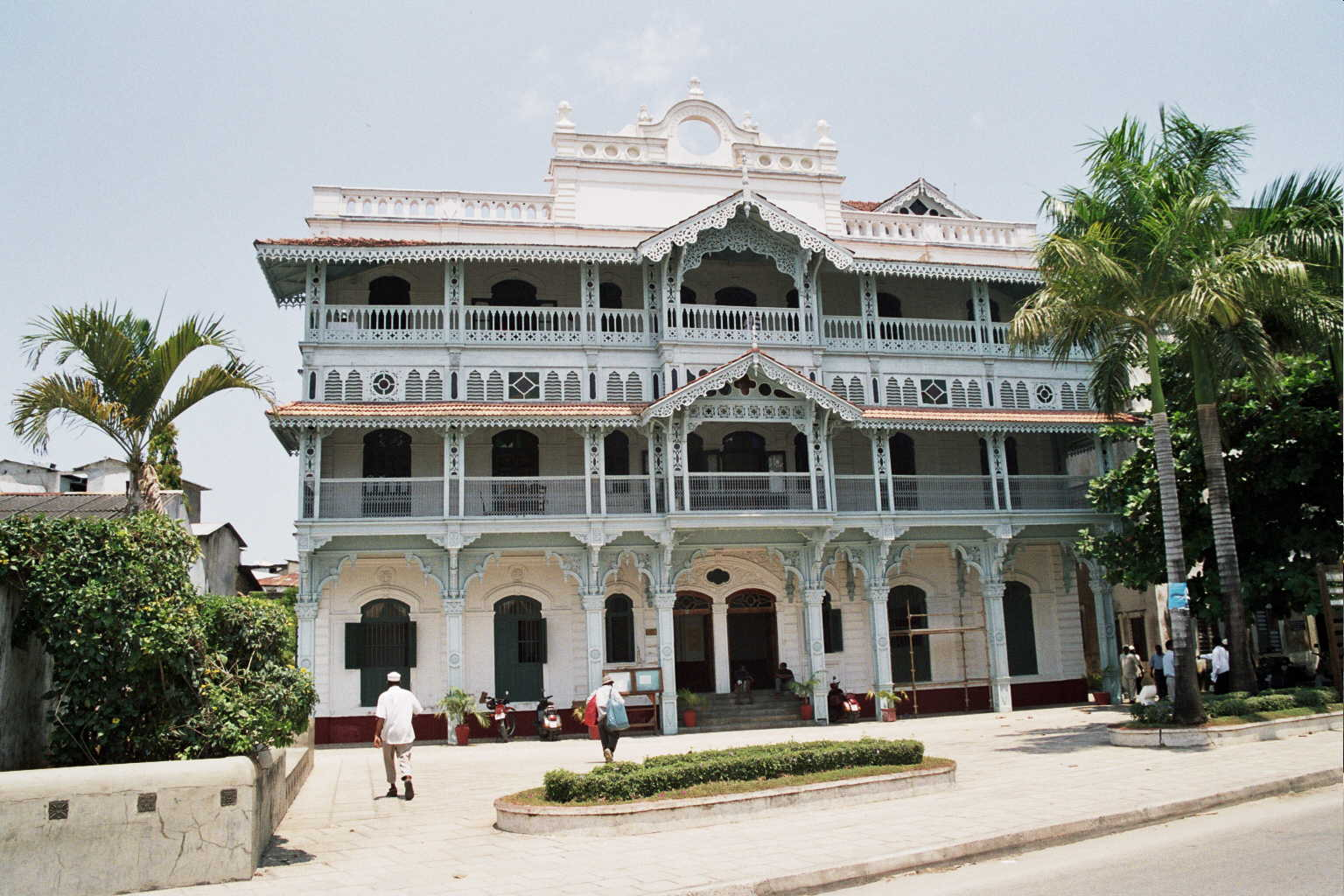
Herinnering aan de koloniale tijd in Stone Town

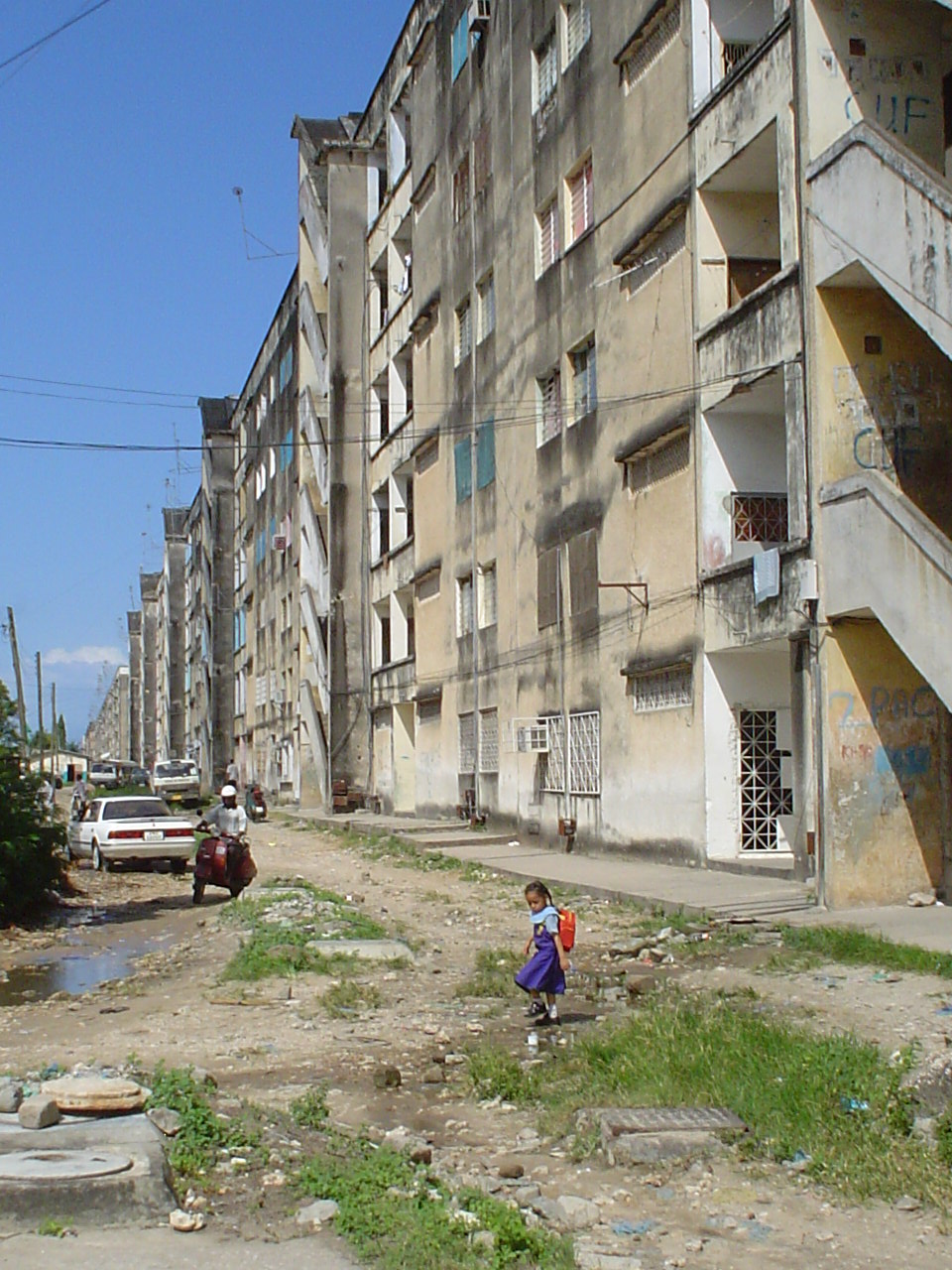
De Michenzani-flats in Zanzibar-stad ('Stone Town') waren eens het pronkstuk van Oost-Duitse ontwikkelingshulp, maar zijn nu een toonbeeld van stedelijk verval.

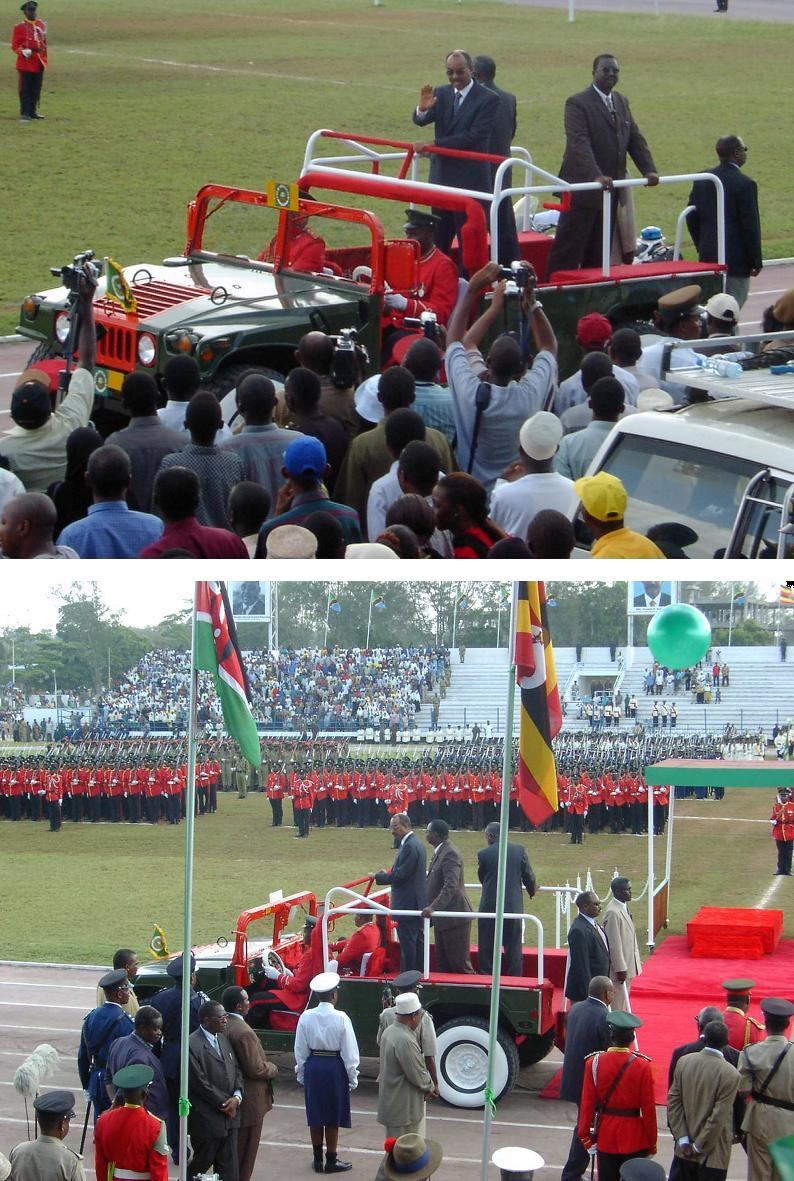
Zanzibar-stad, 12 januari 2004: President Amani Abeid Karume van Zanzibar (zwaaiend) rijdt het Amani Stadion binnen in zijn speciale ceremoniële Hummer ter gelegenheid van de 40e viering van Zanzibars revolutie van 1964.

Zanzibar werd in 1698 onderdeel van de overzeese gebiedsdelen van de sultan van Oman. Hieraan ging nog een periode vooraf die begon in 1503. Na de invasie van Oman door de Perzen raakte het land in verval en verloor het grip op de Oost-Afrikaanse gebieden, die in de praktijk aanspraak maakten op verregaande autonomie. In 1840 verhuisde Sultan Said de hoofdstad van Oman van Muscat naar Zanzibar. Door het vestigen van een machtsbasis op Zanzibar, probeerde hij zo de invloed op de gebieden aan de Oost-Afrikaanse kust (en daarmee de handelsstromen op de Indische Oceaan) zeker te stellen. Said was nu sultan van Zanzibar en Oman. De Anglo-Franse verklaring van 1862 maakte een eind aan deze personele eenheid. Na de moord op Sultan Thuwaini in Oman, weigerde Sultan Majid van Zanzibar nog langer aan de Omaanse schatkist bij te dragen. In de periode dat Zanzibar onder het bewind van de sultan van Oman viel (van de 17e tot en met de 19e eeuw), was het een centrum voor de oosterse slavenhandel.

#### Sultans van Zanzibar
1. Majid bin Said (1856–1870)
2. Barghash bin Said (1870-1888)
3. Khalifah bin Said (1888-1890)
4. Ali bin Said (1890-1893)

### Eind 19e eeuw: Brits protectoraat
Aan het eind van de 19e eeuw namen de Britten het bewind over. Het Sultanaat Zanzibar werd een protectoraat van het Verenigd Koninkrijk.
Op 27 augustus 1896 brak de korte Engels-Zanzibarese oorlog uit over de opvolging van Sultan Hamad bin Thuwaini. Deze eindigde met de benoeming van Sultan Hamoud bin Mohammed. Deze oorlog is de kortste oorlog in de geschiedenis: Zanzibar capituleerde na 38, 40 of 45 minuten (afhankelijk van de bron). Aan het eind van de 19e eeuw, tijdens het bewind van Sultan Hamoud bin Mohammed, maakte de Britse regering een eind aan de slavenhandel.
Aanvankelijk benoemden de Britten viziers (van 1890 tot 1913), en vervolgens residenten (van 1913 tot 1963).
Tot Kenia's onafhankelijkheid in 1963 werd Mombassa bestuurd door Zanzibar. Daarna werd Mombassa onderdeel van Kenia.

#### Sultans van Zanzibar
1. Ali bin Said (1890-1893)
2. Hamad bin Thuwaini (1893-1896)
3. Khalid bin Barghash (1896)
4. Hamoud bin Mohammed (1896-1902)
5. Ali bin Hamud (1902-1911)
6. Khalifa bin Harub (1911-1960)
7. Abdullah bin Khalifa (1960-1963)
8. Jamsjiid Bin Abdalla (1963–1964)

#### Britse viziers
- Lloyd Mathews (1890-1901)
- A.S. Rogers (1901-1906)
- Arthur Raikes (1906-1908)
- Francis Barton (1906-1913)

#### Britse residenten
- Francis Pearce (1913-1922)
- John Sinclair (1922-1923)
- Alfred Hollis (1923-1929)
- Richard Rankine (1929-1937)
- John Hall (1937-1940)
- Henry Pilling (1940-1946)
- Vincent Glenday (1946-1951)
- John Rankine (1952-1954)
- Henry Potter (1954-1959)
- Arthur Mooring (1959-1963)

### Vanaf de jaren vijftig van de 20e eeuw
In de jaren vijftig werden er politieke partijen opgericht. De belangrijkste waren de etnisch Arabische 'Zanzibar Nationale Partij' (ZNP) en de etnisch Arabische/Afrikaanse 'Zanzibar en Pemba Volkspartij' (ZPPP). Beide partijen waren (zeker de ZNP) islamitisch-democratisch. In 1957 werd door de etnische Afrikanen de Afro-Shirazi Unie (ASU) opgericht. Voorzitter van de ASU was sjeik Abeid Karume. In 1961 werden de verkiezingen gewonnen door de alliantie ZNP-ZPPP. Sjeik Muhammad Shamte Hamadi (ZPPP) werd premier. Van enig zelfbestuur was toen nog geen sprake.
Vlak voor de verkiezingen van 1963 werd de 'Umma Partij' (Partij van de Massa) opgericht, een seculiere afsplitsing van de ZNP. De Umma Partij was sterk beïnvloed door het maoïsme. Leider van de Umma Partij was sjeik Abdulrahman Muhammad Babu, die zijn opleiding had genoten in Engeland en aldaar kennismaakte met het revolutionaire marxisme. 
Aan de vooravond van de verkiezingen in juni 1963 veranderde de ASU haar naam in Afro-Shirazi Partij (ASP). Deze verkiezingen werden gewonnen door de ZNP-ZPPP, die samen opnieuw een alliantie waren aangegaan. Sjeik Muhammad Shamte Hamadi bleef premier.

### Onafhankelijkheid: 1963
In juni 1963 verkregen de eilanden Zanzibar en Pemba zelfbestuur. Op 10 december 1963 werd Zanzibar onafhankelijk als het Sultanaat Zanzibar. Kort nadat het eind 1963 onafhankelijk was geworden als Zanzibar, werd het met Tanganyika samengevoegd tot Tanzania, waarvan het vanaf 1964 deel uitmaakt.

### Revolutie van Zanzibar
In januari 1964 maakte de jonge revolutionair John Okello een einde aan het bewind van sultan Sayyid Jamsjiid Bin Abdalla. Deze staatsgreep ('revolutie') was bijzonder bloedig, naar schatting vonden 5.000 tot 12.000 Arabieren en Aziaten de dood. Okello, die zichzelf tot veldmaarschalk uitriep stelde na de revolutie - die één dag duurde - een regering aan met sjeik Abeid Amani Karume als president. Karume riep de Volksrepubliek Zanzibar en Pemba uit en vormde een regering (Revolutionaire Raad) bestaande uit de ASP en de Umma Partij. De Umma Partij werd al snel buitenspel gezet, Karume maakte zijn 'Afro-Shirazi Partij' tot enige toegestane partij. In april 1964 sloot hij een verdrag met Tanganyika, waarna de Verenigde Republiek Tanzania ontstond. Sjeik Abeid Karume bleef president van Zanzibar en voerde een op Oost-Europa, de Sovjet-Unie en de Volksrepubliek China georiënteerde buitenlandse politiek. Binnenlands werden er landhervormingen doorgevoerd, het vrijgekomen land werd verdeeld onder de landloze boeren.

### Na 1970
Nadat president Karume in 1972 was vermoord, werd de meer gematigde sjeik Aboud Jumbe president. Sinds de jaren tachtig ontwikkelde Zanzibar zich in een meer democratische richting. In november 2000 werd Amani Abeid Karume, zoon van sjeik Abeid Karume, president.

## Cultuur

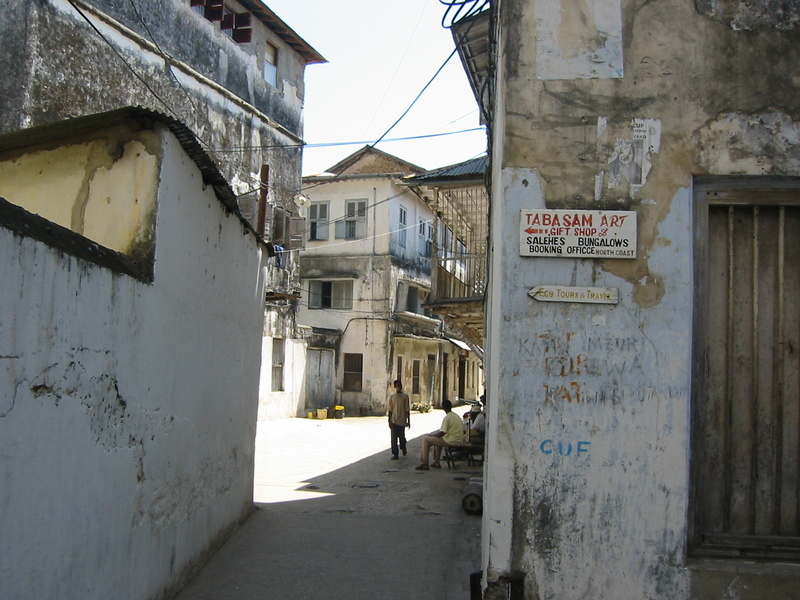
Stone Town, foto van 2004

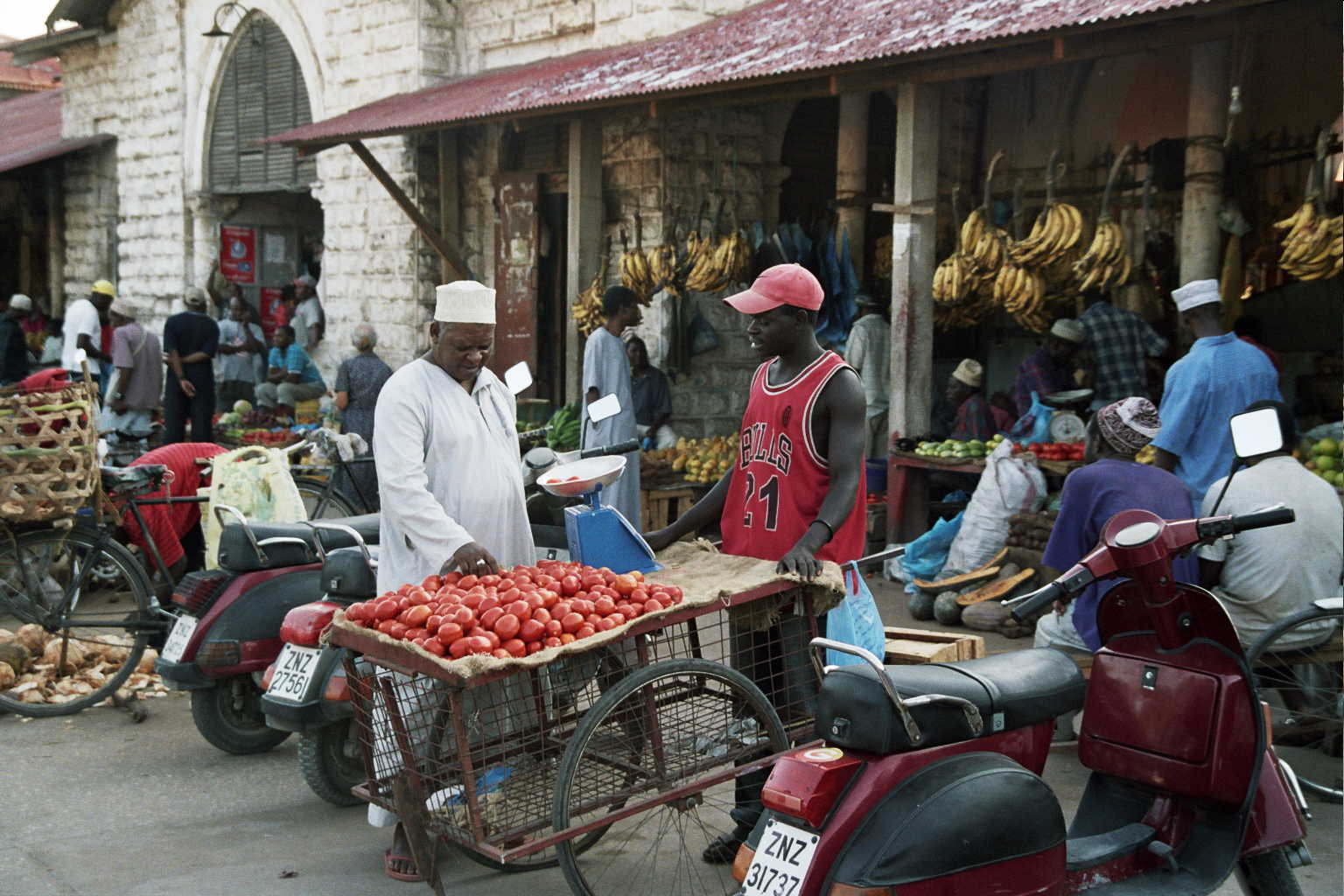
Markt in Stone Town, foto van 2007

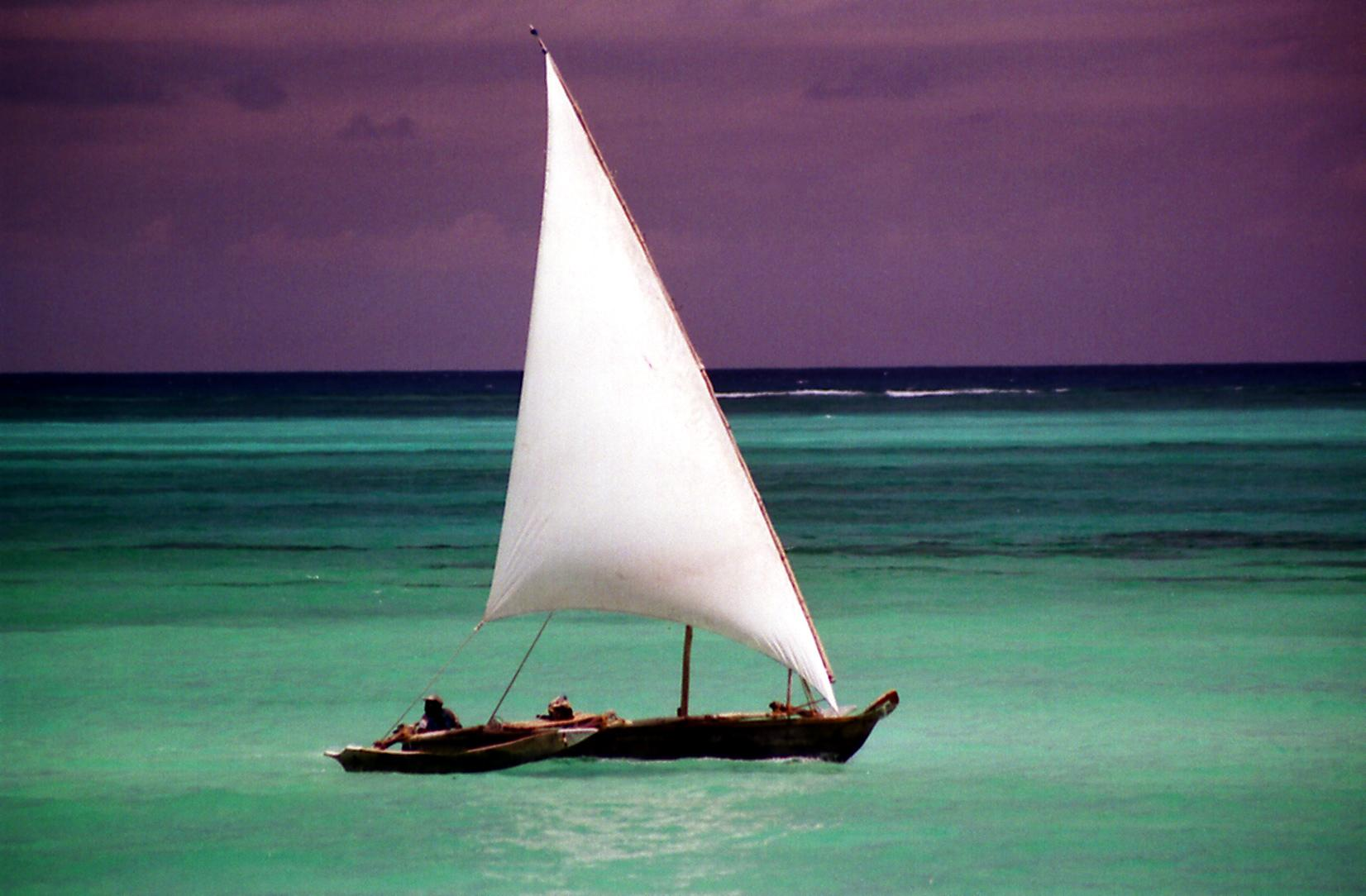
Kiwengwa Strand Zanzibar, 2001

De geschiedenis van Zanzibar is beïnvloed door Perzen, Arabieren, moslims, de Portugezen, en bewoners van het vasteland van Afrika. Stone Town, de historische binnenstad van de hoofdstad Zanzibar, is een stadsdeel met slingerende lanen, ronde torens, deuren met houtsnijwerk, terrassen en prachtige moskeeën. Architectonische hoogstandjes zijn het Livingstone huis, de Guliani Brug en het Huis van Wonderen: een paleis dat in 1883 is gebouwd onder sultan Barghash.

### Bestuurlijke indeling
De regio's waarin het eiland onderverdeeld is met hun hoofdsteden:
- Centraal- en Zuid-Zanzibar (Koani)
- Noord-Zanzibar (Mkokotoni)
- Stedelijk- en West-Zanzibar (Zanzibar)

## Geboren op Zanzibar
- Tippo Tip (1837-1905), slavenhandelaar
- Emily Ruete (1844-1924), prinses van Zanzibar, schrijfster
- Fatuma Binti Baraka, beter bekend als Bi Kidude (ca. 1910 - 2013), zangeres en musicus
- Jamsjiid Bin Abdalla (1929-2024), politicus
- Abdul Sheriff (1939), geschiedkundige en museumdirecteur
- Freddie Mercury (1946-1991), rockmuzikant
- Abdulrazak Gurnah (1948), schrijver en Nobelprijswinnaar

## Economie
Zanzibar is de op twee na grootste producent van kruidnagels ter wereld (7%), maar was ooit de grootste producent ter wereld. Verder exporteert Zanzibar kruiden, zeewier en raffia, en heeft een grote vis- en boomstamkanoproductie.
Hiernaast is ook het toerisme een belangrijke bron van inkomsten. Het eiland staat ook bekend om zijn duikplekken in en rond de koraalriffen aan de noord- en oostkust van Zanzibar. Tevens is kitesurfen in opkomst, dikwijls tot groot ongenoegen van vissers en dorpelingen.